# دوني اندروز
دوني اندروز (بالإنجليزية: Donnie Andrews) هو ناشط أمريكي، ولد في 29 أبريل 1954 في بالتيمور في الولايات المتحدة، وتوفي في 13 ديسمبر 2012 في مانهاتن في الولايات المتحدة بسبب تسلخ الأبهر.